# Silverstein

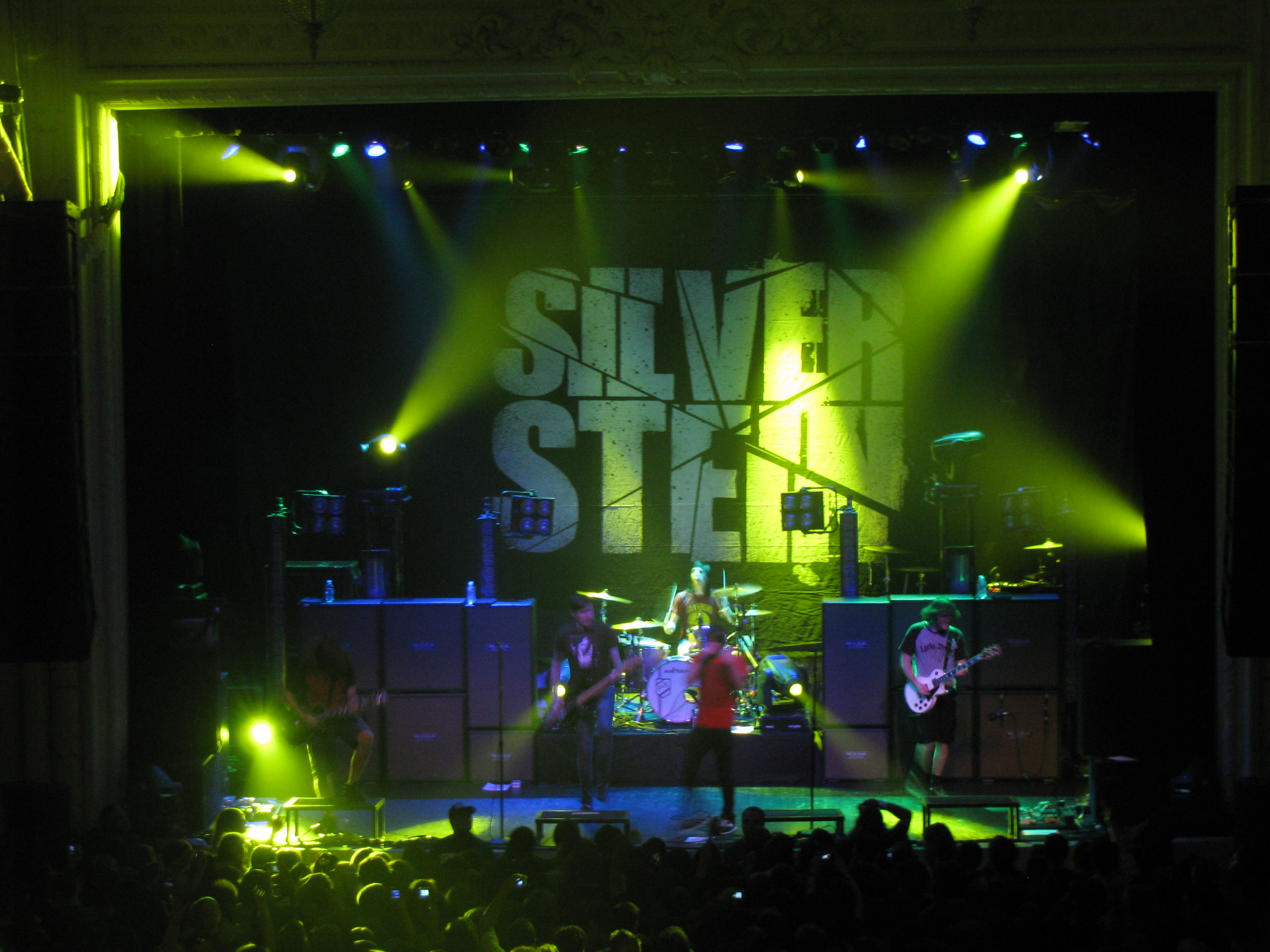
Silverstein 2008

Silverstein é uma banda canadense de post-hardcore formada em 2000, em Burlington, Ontario.
O nome da banda foi retirado do famoso poeta americano, Shel Silverstein que além de poeta era, músico, compositor, cartunista, roteirista e autor de livros infantis. Eles lançaram um total de dez álbuns de estúdio, três EPs, e uma coletânea e um DVD/CD ao vivo. Sua formação manteve-se inalterada desde dezembro de 2001, consistindo no vocalisata Shane Told, guitarristas Neil Boshart e Josh Bradford, baixista e vocal de apoio Billy Hamilton e o baterista Paul Koehler. A banda alcançou um sucesso moderado com o seu segundo album de estúdio, Discovering The Waterfront, alcançando a posição #34 nas tabelas da Billboard, e com os dois seguintes álbuns com posições semelhantes. A banda deixou a um longo tempo a gravadora Victory Records em 2010, e atualmente assinaram um contrato com a gravadora Hopeless Records e Universal Music. Silverstein lançou seu quinto álbum de estúdio, chamado Rescue em abril de 2011. Seu sexto álbum de estúdio, um "mini-álbum", composto de canções com menos de 90 segundos, chamado de Short Songs foi lançado em fevereiro de 2012.

## História

### Formação e primeiros anos (2000–2002)
Silverstein foi formado em janeiro de 2000. Durante aquele mesmo ano, eles auto-lançaram o primeiro EP, Summer's Stellar Gaze. Após de diversas mudanças de formação, a banda adquiriu Billy Hamilton, um fã local, que soube da necessidade da banda de um baixista no Internet message board "The 905 Board" (uma área em Ontario que costumava ser para os musicos locais). Em dezembro de 2001, ele entrou na banda depois de Told ajudou ele a aprender as músicas. Após um ensaio sobre Boxing Day (26 de Dezembro) em 2000, ele oficialmente tocou com Silverstein. Na primavera seguinte, o guitarrista original Richard Mcwalter deixou a banda para ir para Victoria, British Columbia para estudar engenharia. Ele foi então substituído por Neil Boshart, um amigo de infância de Shane Told. Com está nova formação eles gravaram um segundo EP, When the Shadows Beam, em preparação para sua primeira turnê no leste do Canadá. A banda assinou um contrato com a Victory Records em Outubro de 2002 com a formação completa Hamilton tentou completar sua educação secundária no início de um semestre.

### When Broken Is Easily Fixed(2003–2004)

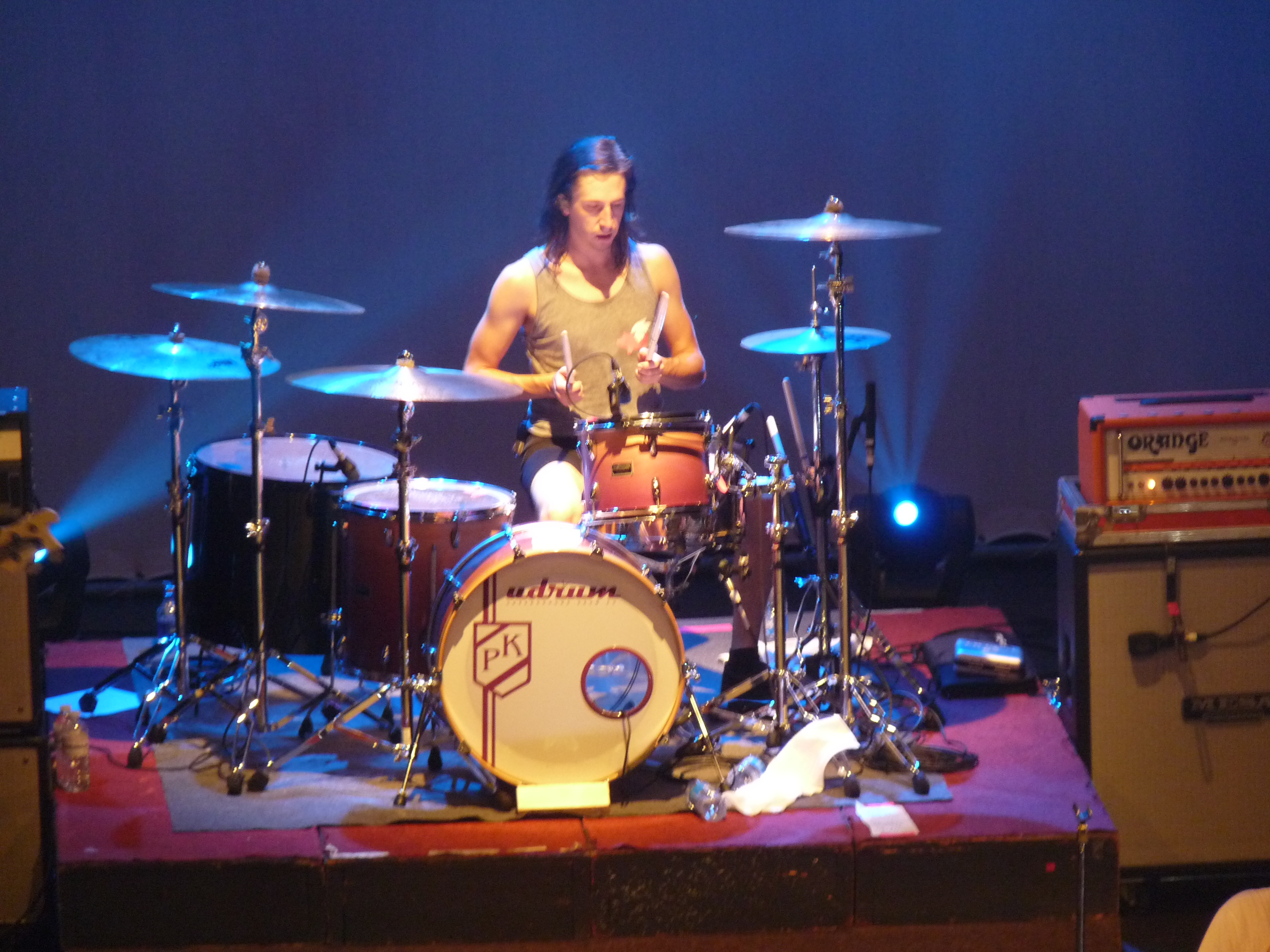
O baterista Paul Koehler em 2009, em Glace Bay, Nova Scotia

Em janeiro do ano seguinte a banda entrou no estúdio para gravar seu primeiro álbum, When Broken Is Easily Fixed. Foi gravado na Unity Gain e Mount Fairview estúdios, com o produtor Justin Koop Foi lançado em 20 de Maio de 2003 pela Victory Records. Seis músicas foram regravadas dos EP anteriores EP; Summer's Stellar Gaze e When The Shadows Beam. When Broken Is Easily Fixed vendeu mais de 200,000 copias, superando as expectativas da banda.
A estreia de Silverstein na Victory, é uma mistura dissonante da determinação seria, Emo com elementos de Hardcore, e o mais pesado do Heavy Metal. Equanto o vocalista Shane Told oferece linhas como: "How can I say I love you back, you never made me happy" (Como eu posso dizer eu te amo, se você nunca me fez feliz) em um vocal gritado, When Broken Is Easily Fixed atualmente começa com um grito com raiva e em seu canto melancólico. Musicalmente, o LP é dominado pelas mudanças dinâmicas e melodias de condução de Emo. Mas a adesão de Silverstein foi derivado do hardcore existente, metal, e esquadrões punk, e está mais frágeis nunca estão muito longe de vista. "Last Days of Summer" começa como um dia de junho termina, como baralhar a percussão e guitarras gritantes. Mas, assim como as cepas frágeis de uma deriva um violino, Told grito, cicatrizes do seu alter ego aparece atrás de seu canto melodiaco.

### Discovering the Waterfront(2005–2006)
Em agosto de 2005 o segundo album de estúdio da banda, Discovering The Waterfront, foi lançado pela Victory Records. Foi o primeiro álbum a ser produzido por Cameron Webb, e marcou o início de um longo relacionamento entre a banda e o produtor norte-americano. Ele também marcou uma mudança no som de When Broken Is Easily Fixed, com músicas de ritmo rapido e com mais energia, e com a banda incorporando também os aspectos mais punk rock em sua música. Discovering The Waterfront abriu a banda para um público maior, com o video para o single "Smile In Your Sleep" sendo tocadas em estações como a FUSE e IMF. O album vendeu 26,229 copias na primeira semana.
Em 2005 a banda se tocou na turne Never Sleep Again Tour com bandas como Aiden, Hawthorne Heights e Bayside— durante a turne o baterista do Bayside John "Beatz" Holohan foi morto em um acidende de carro. A música, Here Today, Gone Tomorrow, no seguinte album, Arrivals and Departures, foi escrita sobre a morte de Holohan, e sua relação com a banda. Em Janeiro–Fevereiro de 2006, eles fizeram uma turne com Simple Plan na Europe. Eles, então fizeram uma turne no Canada Taste of Chaos Tour, e também fizeram turne pela Europa, Japão, e Australia. Eles também tocaram no Give It A Name festival no Earls Court & MEN Arena na Grã-Bretanha abertura no palco princiapal.
A banda também fez turne em 2005 no Vans Warped Tour, estreando no palco principal em apoio para o album Discovering the Waterfront e um album de compilação, 18 Candles: The Early Years. The Early Years a banda compila os dois primeiros EP auto-lançados junto com várias alternativas versoes de suas músicas seus dois álbuns de estúdio, incluindo um remix de "Smile In Your Sleep" foi re-lançado em setembro de 2006 com uma música extra, um cover da banda Lifetime "Rodeo Clown" e um DVD incluindo vídeos de música, o making of e um show ao vivo do Never Sleep Again Tour, emChicago.
Em 2006, Silverstein foi nomeado para o Juno Award, na categoria "Melhor Banda Nova", mas perdeu para Bedouin Soundclash.
No final de 2006, eles se apresentaram no Never Shave Again Tour, junto com Aiden, It Dies Today e He Is Legend.

### Arrivals & Departures(2007–2008)
O terceiro álbum de estúdio, Arrivals And Departures, foi lançado em 3 de Julho de 2007 e fooi designada pela AP Magazine como um dos CDs mais ansiosamente aguardados de 2007. Mark Trombino (Jimmy Eat World, Blink-182, Finch) produziu o CD. O álbum vendeu 27,000 cópias na primeira semana.
Silverstein contribuiu com uma nova versão acústica de sua canção "Red Light Pledge" para a compilaçãp Punk Goes Acoustic 2, foi lançando em 8 de Mario de 2007 através da Fearless Records.
Após a conclusão de seu terceiro CD, a banda tocou em alguns shows na primavera, e, em seguida em uma turne em all-summer tour com Rise Against. A banda tocou nos Estados Unidos no final de 2007 com From Autumn to Ashes e depois eles fizeram uma turnê de um mês pela Europa com Blessthefall.
Após turnes da Australia e do Japão em Janeiro de 2008, a banda tocou seu primeiro "Cross-Canada" liderando a turne junto com Protest the Hero, Ill Scarlett e The Devil Wears Prada, que vendeu em todo o país. Eles recentemente completaram uma turne pelos Estados Unidos, com o A Day to Remember, Protest the Hero e The Devil Wears Prada. Protest the Hero caiu fora da turne e Pierce the Veil assumiu para eles em algumas datas. Depois de uma grande turne pelo album, Arrivals and Departures, no Canada, Estados Unidos, e Reino Unido, e outras areas na Europa durante 2007 e o começo de 2008, que incluiu a banda em um show em Paris, França, foi o 1000 show da banda, depois disso a banda tomou o verão de folga. Em uma noticia postada no site da banda, o baterista Paul Koehler disse que a banda iria dar um tempo para escrever um novo album!
Em Outubro e Novembro de 2008, a banda fez uma turne nos Estados Unidos (com um último show em Toronto) com Chiodos, Escape The Fate, Alesana, e A Skylit Drive, durante os quais eles apresentaram novas canções recem escritas, a música "Broken Stars", ficou disponível na pagina da banda no Myspace. A banda tocou numa turne pela América do Sul em Fevereiro, seguido por um show no Havaí e datas festival na Austrália.

### A Shipwreck in the Sand(2009–2010)

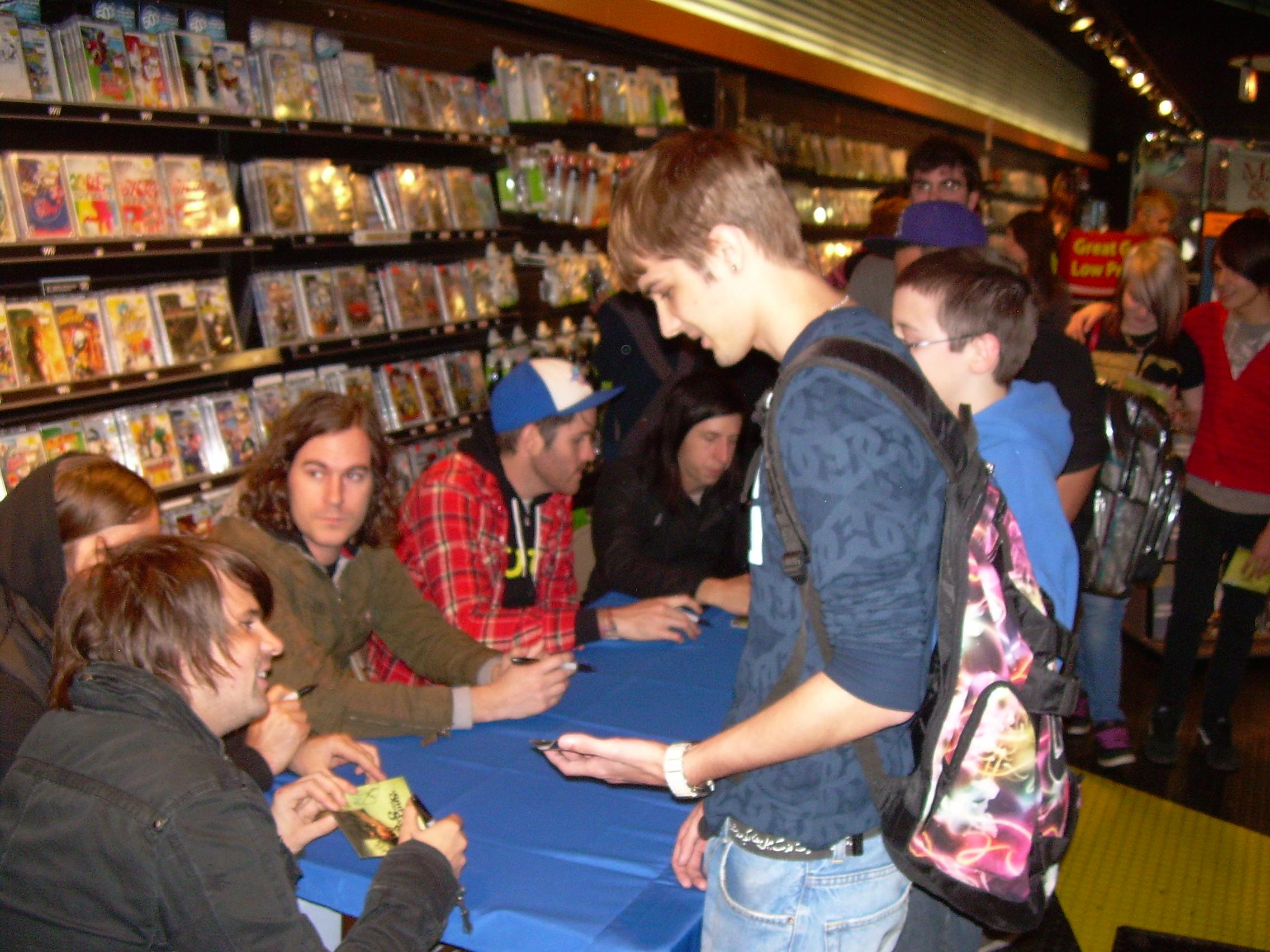
Silverstein dando autógrafos para os fãs em FYE em Chicago, em 28 de Abril de 2009

Em 14 de Dezembro de 2008, a banda anunciou pelo boletim do Myspace que o seu quarto álbum seria lançado em 31 de Março de 2009.  O nome do novo album, A Shipwreck in the Sand, foi anunciado em Janeiro de 29 de 2009, quando a banda concluiu uma campanha de marketing viral, revelando a listagem completa no site do álbum. A versão demo de uma canção, "Broken Stars" tinha sido colocada no perfil da banda no MySpace no final de 2008 e foi tocada durante as turnes pelo Estados Unidos em suporte para o album "Arrivals and Departures".  Um clipe para a segunda música, "Vices", foi também disponibilizado no MySpace, e as músicas "Born Dead" e "American Dream" também foram disponibilizadas." Em 17 de março, a banda filmou um vídeo para a música "Vices" com o diretor Robby Starbuck. Mais tarde, em 23 de Março de 2009, a banda postou o álbum completo para ouvir na pagina oficial do Silverstein no MySpace.
A Shipwreck in the Sand vendeu quase 17,000 copias em sua primeira semana.

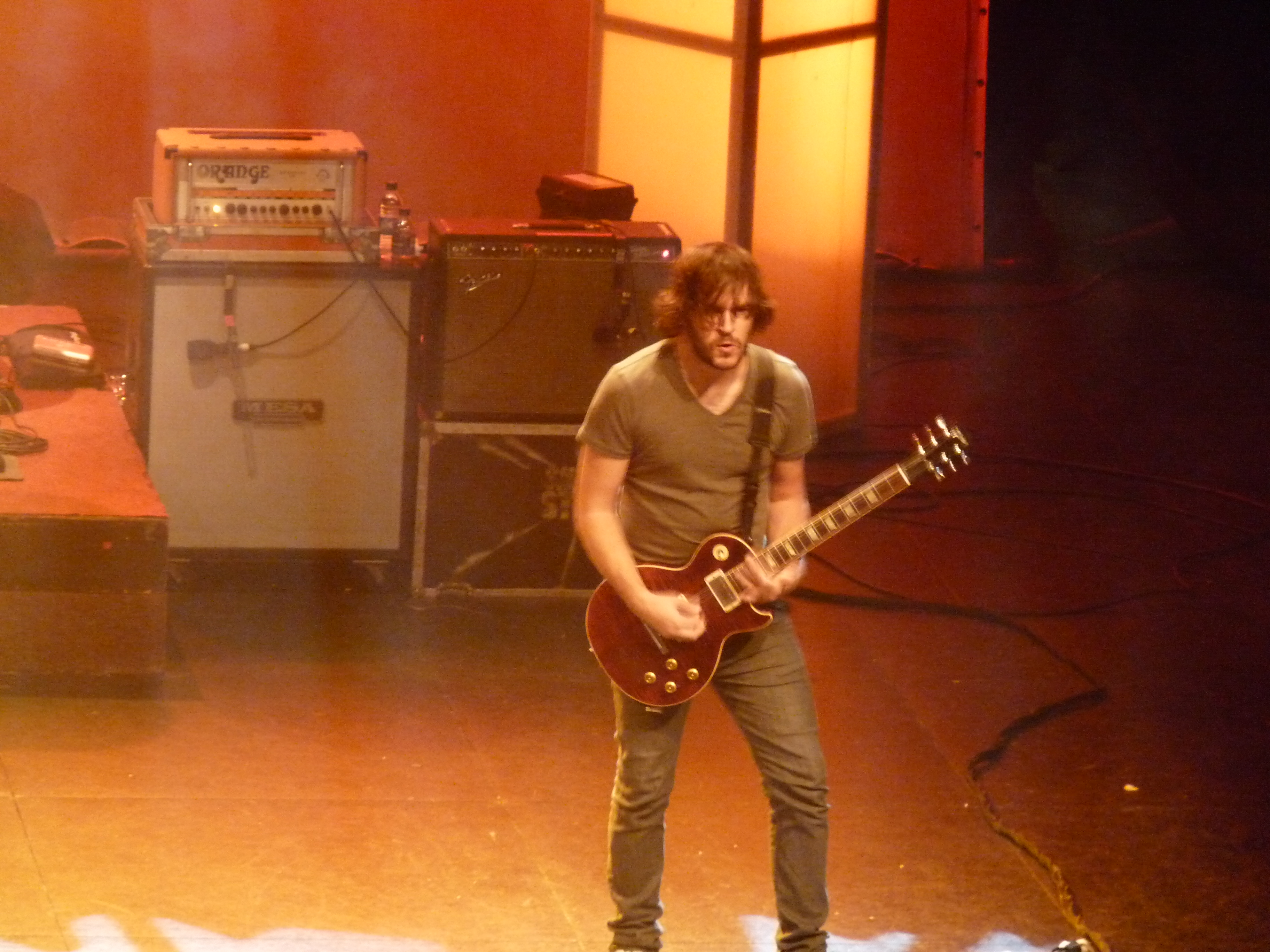
Guitarrista Neil Boshart (Glace Bay NS, 3 de Outubro de 2009)

O iTunes com músicas bonus do álbum incluem quatro covers: "Help!" (The Beatles cover), Go Your Own Way (Fleetwood Mac Cover), Three Miles Down (Saves The Day cover), and Total Bummer (NOFX cover).
Silverstein contribuiu um cover da música "Apologize", originalmente gravada por OneRepublic, para o Punk Goes Pop 2 compilation album.

## Integrantes
- Paul Koehler - Bateria (2000–presente)
- Paul Marc Rousseau - Guitarra (2012-presente)
- Josh Bradford - Guitarra (2000–presente)
- Billy Hamilton - Baixo, vocal de apoio (2000–presente)
- Shane Told - Vocal (2000–presente)

### Ex-integrantes
- Neil Boshart - Guitarra (2002–2012)

- Richard McWalter - Guitarra (2000–2002)

## Discografia
Álbuns de estúdio
- When Broken Is Easily Fixed (2003)
- Discovering the Waterfront (2005)
- Arrivals & Departures (2007)
- A Shipwreck in the Sand (2009)
- Rescue (2011)
- Short Songs (2012)
- This Is How The Wind Shifts (2013)
- I Am Alive With Everything I Touch (2015)
- Dead Reflection (2017)
- A Beautiful Place to Drown (2020)

Coletâneas
- 18 Candles: The Early Years (2006)

Ao vivo
- Decade (Live at the El Mocambo) (2010)

EP
- Summer's Stellar Gaze (2000)
- When the Shadows Beam (2002)
- Transitions (2010)
- Support Your Local Record Store[28]